# Ölziyt
Le sum d'Ölziyt (mongol : ᠥᠯᠵᠡᠶᠢᠲᠦ
ᠰᠤᠮᠤ, cyrillique : Өлзийт сум, MNS : Ölziyt sum) est situé dans l'aïmag (ligue ou province) d'Arkhangai, au Centre ouest de la Mongolie.